# .22 BB

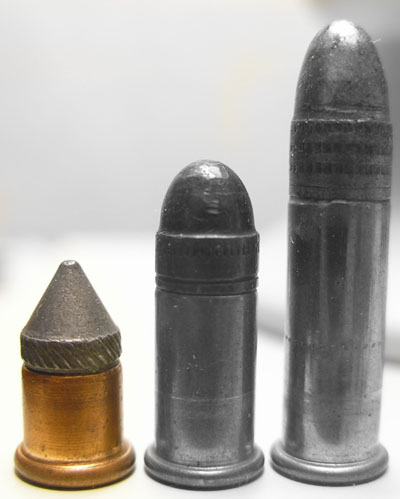
Набої .22 CB Cap, .22 short, та .22 Long Rifle; довжина CB Cap така сама як і у BB Cap, але використано конічну кулю

.22 BB Cap (Bulleted Breech Cap) також відомий як 6 мм Флобер, є варіантом набою кільцевого запалення  .22 калібру. Набій винайшов Луї-Ніколя Флобер в 1845 році. Це був перший унітарний набій кільцевого запалення. Набої .22 BB Cap та .22 CB Cap є взаємозамінними і мають відносно невелику швидкість, обидва розроблені для стрільби по мішенях у приміщеннях.

## Історія
Француз Луї-Ніколя Флобер винайшов перший унітарний набій кільцевого запалення в 1845 році. Його набій складався з ударного капсулю з кулею розташованою у верхній частині. Флобер назвав свою зброю під цей набій "салонна зброя", оскільки ці гвинтівки та пістолети були розроблені для стрільби в приміщення великих будинків. Зазвичай ці набої випускають в калібрах 6 мм та 9 мм, з того часу набій називають на честь Флобера. Набій не має порохового заряду; єдиним метальним зарядом є ударний капсуль набою. В Європі, набої .22 BB Cap та .22 CB Cap називають 6 мм Флобер і вважають одним і тим набоєм.

## Опис
Ці набої кільцевого запалення за потужністю дуже схожий на пневматичну гвинтівку .22 калібру і часто використовують для стрільби по мішеням в приміщеннях та для стрільби по дрібним шкідникам. Розроблений для стрільби в приміщеннях зі спеціальною "салонною зброєю", набій .22 BB Cap став першим набоєм кільцевого запалення датується 1845 роком. Набій не мав метального заряду, рухому силу створює ударний капсуль. Через це дулова швидкість кулі становить приблизно 210 м/с або менше. Схожим набоєм є набій .22 CB, в якому використано дещо важчу конічну кулю.

## Специфікація
- Довжина:
  - Гільза: .284 in (7,2 мм)
  - Загальна: .343 in (8,7 мм)
- Вага кулі: 18 гран (1,17 г)